# Amanti di Teruel

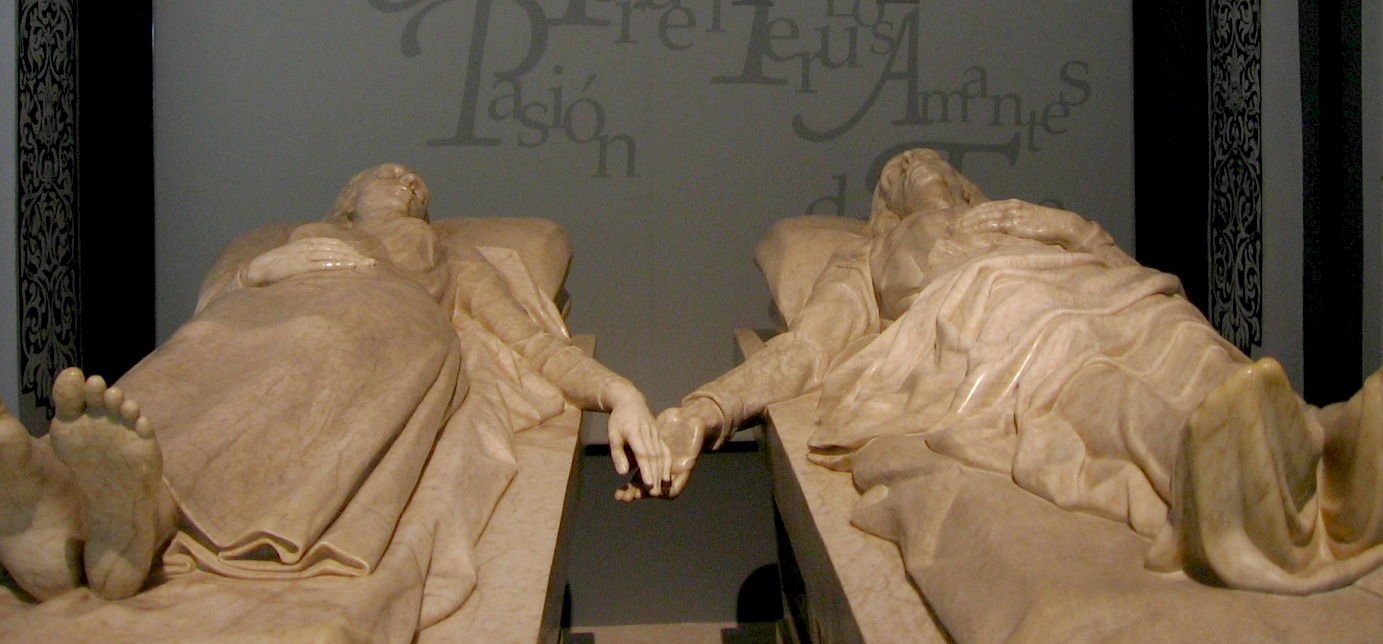
Tomba degli amanti di Teruel.

La storia o leggenda degli Amanti de Teruel racconta la storia d'amore tra due giovani abitanti di Teruel, Isabel de Segura y Juan Martínez de Marcilla, noto a partire dalle ricostruzioni del teatro barocco come Diego. Dal 1996 si celebra nella città spagnola di Teruel, a ricordo della tradizione, la festa delle Nozze di Isabel de Segura.

## La storia

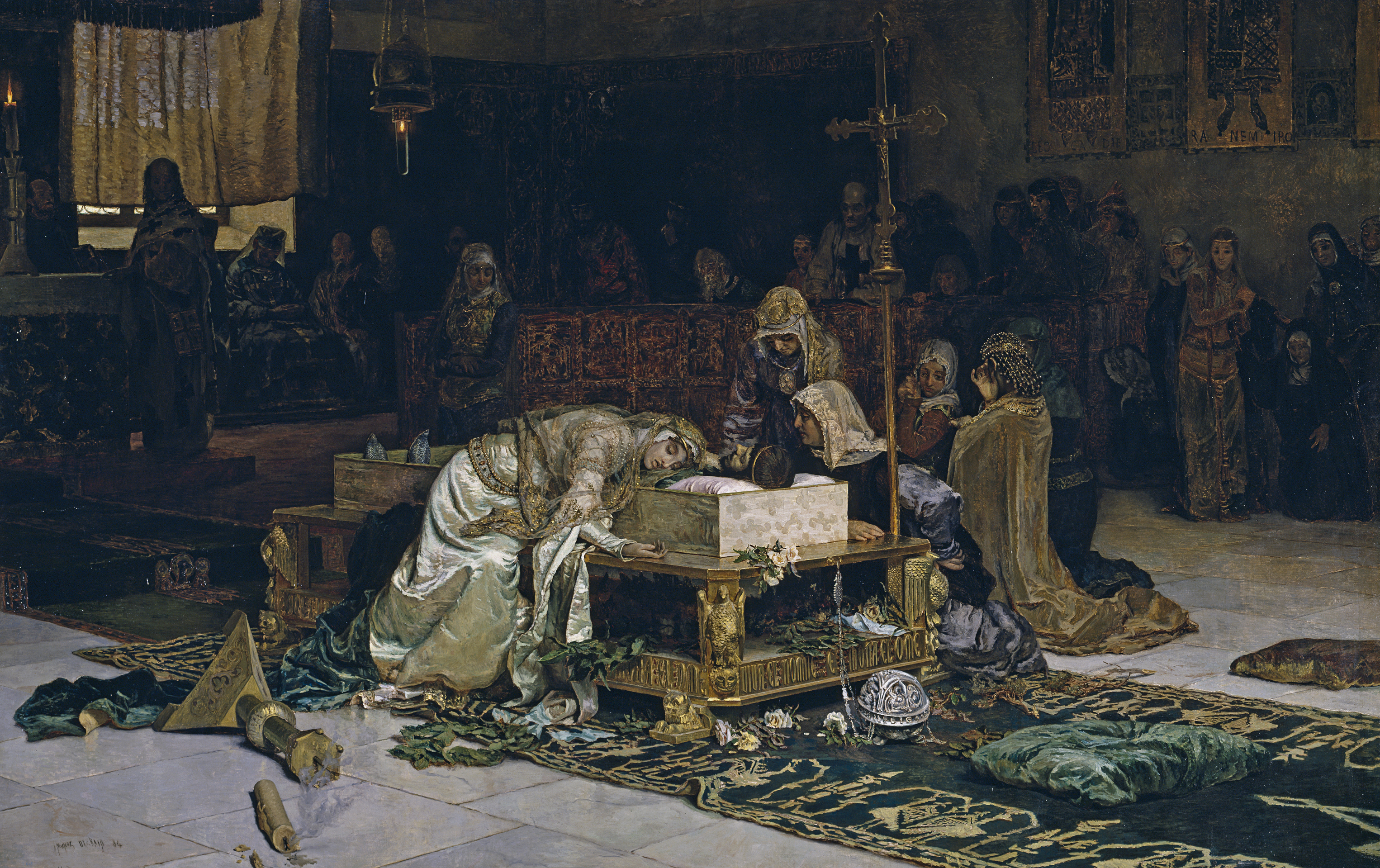
Gli amanti di Teruel di Antonio Muñoz Degrain, dipinto del 1884 (Museo del Prado).

La leggenda degli Amanti di Teruel deriva da una tradizione antica.
Nel 1555 furono scoperte le mummie interrate nella cappella dei santi Cosma e Damiano. Vicino ad esse, secondo la testimonianza del notaio Yagüe de Salas, comparve un antico documento che raccontava i fatti.
Juan de Ávalos scolpì nel 1955 le statue giacenti sotto cui oggi riposano le mummie. La fredda serenità degli amanti, le cui mani non arrivano a unirsi, è simbolo di un amore che travalica i concetti umani.
I resti degli Amanti si possono visitare nel Mausoleo de los Amantes annesso alla Chiesa di San Pietro di Teruel, un edificio di nuova costruzione dove, oltre a poter contemplare le sculture di Ávalos, si trova il murale realizzato da Jorge Gay Un amore nuovo, così come uno dei bozzetti del quadro di Antonio Muñoz Degrain che si trova nel Museo del Prado e diverse opere musicali, letterarie e cinematografiche ispirate dalla storia degli Amanti.

## La leggenda

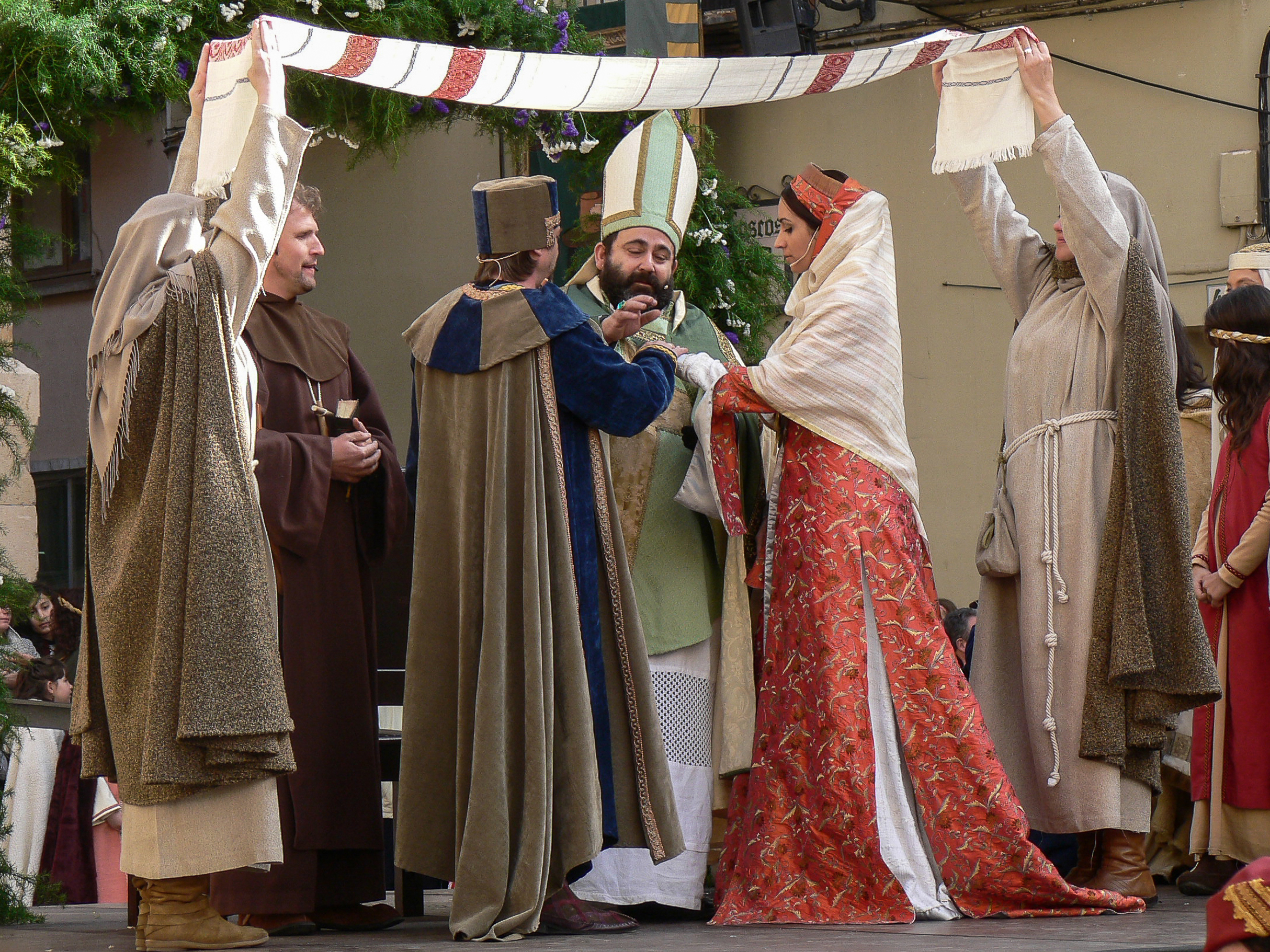
Festa delle Nozze di Isabel de Segura.

Nei primi anni del XIII secolo vivevano nella città di Teruel Juan de Marcilla e Isabel de Segura, la cui amicizia presto si convertì in amore. Indesiderato dalla famiglia di Isabel, per il fatto di non possedere beni materiali, il pretendente ottenne un tempo per arricchirsi. Partì così per la guerra e tornò poco dopo la scadenza dell'ultimatum. Per quel tempo Isabel già era sposa di un fratello del signore di Albarracín. Ciononostante, Juan ottenne udienza con Isabel nella sua casa e le chiese un bacio; ella glielo negò ed il giovane morì di dolore. Il giorno seguente si celebrarono i funerali del giovane nella chiesa di san Pietro; in quel momento, una donna vestita a lutto si avvicinò al féretro: era Isabel, che voleva dare al defunto il bacio che gli negò in vita; la giovane posò le sue labbra su quelle del morto ed improvvisamente cadde morta accanto a lui.

## Scrittori

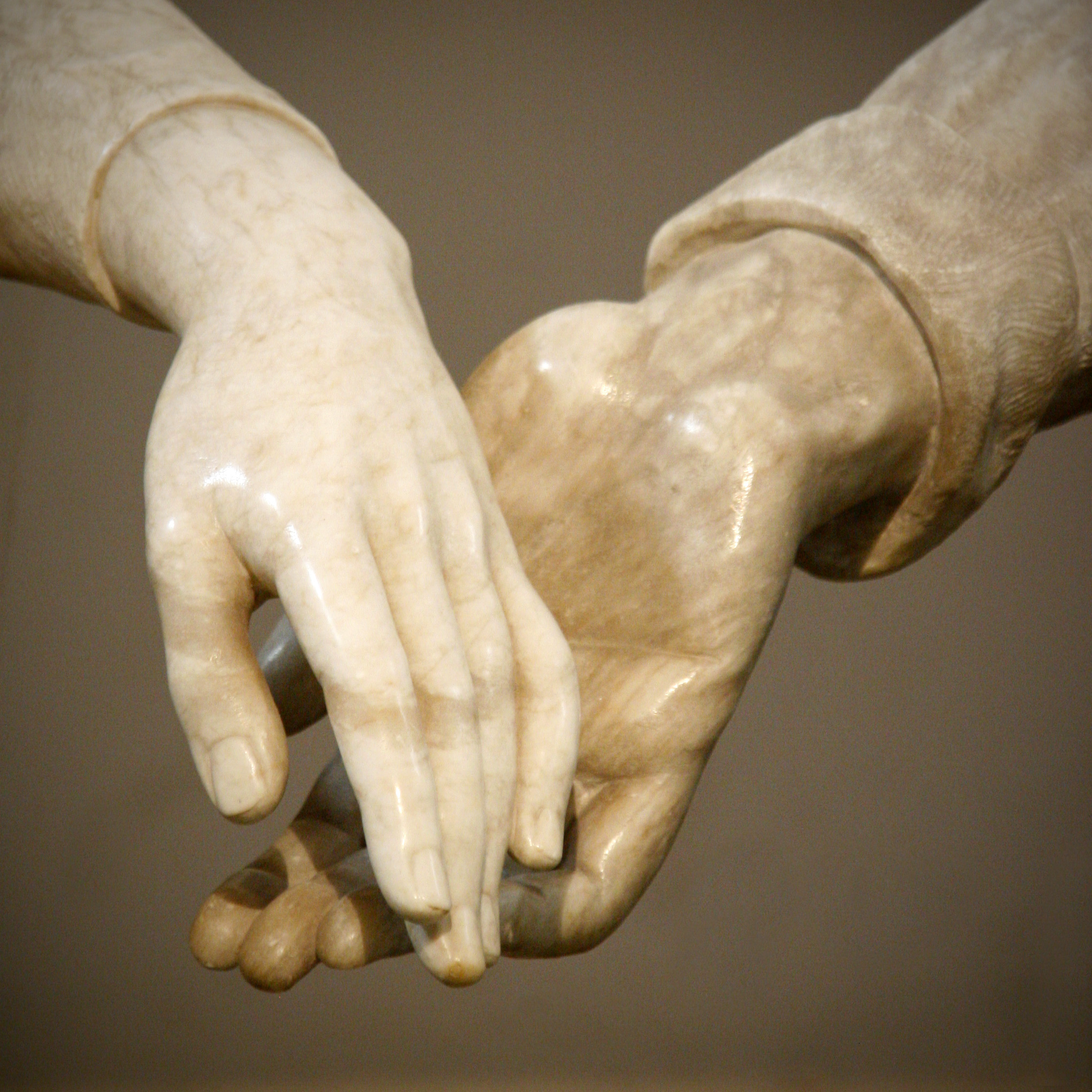
Particolare delle mani del monumento funebre degli amanti (Juan de Ávalos).

Molti autori hanno riscritto questa storia, tra cui:
- Antonio Serón
- Andrés Rey de Artieda
- Tirso de Molina
- Tomás Bretón
- Juan Eugenio Hartzenbusch
- Mariano Miguel de Val
- Gloria Ornat

Giovanni Boccaccio racconta questa storia nel Decameron (Giornata quarta, novella n. 8) dando ai personaggi i nomi di Girolamo e la Salvestra.